# Villa Morosini (Polesella)
Villa Morosini, denominata anche Ca' Morosini, è una villa veneta situata nelle campagne ad est di Polesella, in provincia di Rovigo, prospiciente l'argine sinistro del Po. 

## Storia
La realizzazione della villa fu voluta da Pietro Morosini, che acquistò la casa demaniale e i relativi fondi nel 1555 dalla famiglia ferrarese dei Graziadei. Gli studiosi ritengono che l'architetto Vincenzo Scamozzi (1552-1616) abbia progettato la struttura originale nella seconda metà del XVI secolo, per adattare la fabbrica preesistente alle esigenze di rappresentanza della famiglia Morosini. La villa serviva sia come centro di conduzione del fondo agricolo sia come luogo di rappresentanza della famiglia. Successivamente, Francesco Morosini (Venezia 1619-1694), denominato anche il Peloponnesiaco (per le sue importanti vittorie contro i Turchi nelle isole del Peloponneso) e futuro Doge di Venezia (1688-1694), si rivelerà una figura molto importante per la storia di questo edificio, apportando modifiche significative all'assetto della villa che rimarrà sostanzialmente invariato fino ai giorni nostri. Con la sua committenza si intraprendono interventi come la sopraelevazione del salone e la realizzazione del timpano semicircolare superiore, insieme a trasformazioni interne e decorazioni parietali, attribuite all'architetto Antonio Gaspari che all'epoca era il principale architetto coinvolto nelle realizzazioni della famiglia Morosini; nella stesura dell'ultimo testamento di Francesco Morosini, risalente al 1693, viene chiamato proprio proto della famiglia Morosini. Elisabetta Morosini, l'ultima discendente della famiglia, sposò il generale ungherese Paolo Antonio Gatterburg, da cui ebbe una figlia, Loredana. Verso fine Ottocento, dopo la morte di Loredana Morosini Gatterburg, rimasta nubile, l'intero patrimonio passò ai Gatterburg, proprietari dell'omonimo palazzo in Santo Stefano a Venezia. Con notevole impegno, però, il comune di Venezia riuscì ad acquistare alcuni cimeli appartenuti a Francesco Morosini, ora conservati al Museo Correr.

### Trasformazioni interne e restauro
Nell'ala ovest e nel corpo centrale sono stati individuati considerevoli lavori di ampliamento volumetrico. Oltre all'inserimento delle lesene ioniche nella facciata e alla sopraelevazione del tetto, la dimensione del salone centrale è stata aumentata, portandolo ad un'altezza di 7,8 metri. Grazie alla committenza di Francesco Morosini, la villa ha assunto la sua conformazione definitiva, con la soprelevazione dell'ala ovest e la realizzazione del timpano semicircolare superiore per mascherare il sopralzo. Durante il periodo in cui la villa fu abitata dal futuro doge, vennero effettuate le trasformazioni interne e le decorazioni. Questi interventi sono attribuiti ad Antonio Gaspari, architetto, scultore e decoratore, che ha lavorato per i Morosini anche in altre proprietà a Venezia.
La villa è stata sottoposta a radicali e oculati restauri conservativi tra il 2004 e il 2005. Durante questi interventi, è stato rifatto il pavimento del salone centrale ed è stata ripristinata una sala nell'ala ovest, decorata con stucchi settecenteschi.

## Descrizione
La villa sorge al centro di una corte padronale rettangolare, frutto della trasformazione di una casa rurale del Quattrocento che venne gradualmente trasformata e ingrandita. L'ubicazione del nucleo originario è stata individuata in corrispondenza della zona perimetrale dell'ala orientale intorno alla quale si è sviluppata la villa. Questa ipotesi è supportata dalla relazione tra le murature dei due nuclei, che non risultano ammorsate e mostrano singolari interruzioni. Un elemento fondamentale che consente di identificare chiaramente la parte originaria della muratura sta nel fatto che essa è a due teste, mentre il resto della muratura è a tre teste. L'edificio si sviluppa su tre livelli: il pian terreno, il piano nobile e il mezzanino. La sezione centrale, inoltre, presenta un piano attico. Lo stabile presenta un corpo centrale collegato a due ali laterali, leggermente arretrate e più basse. 

### Facciata

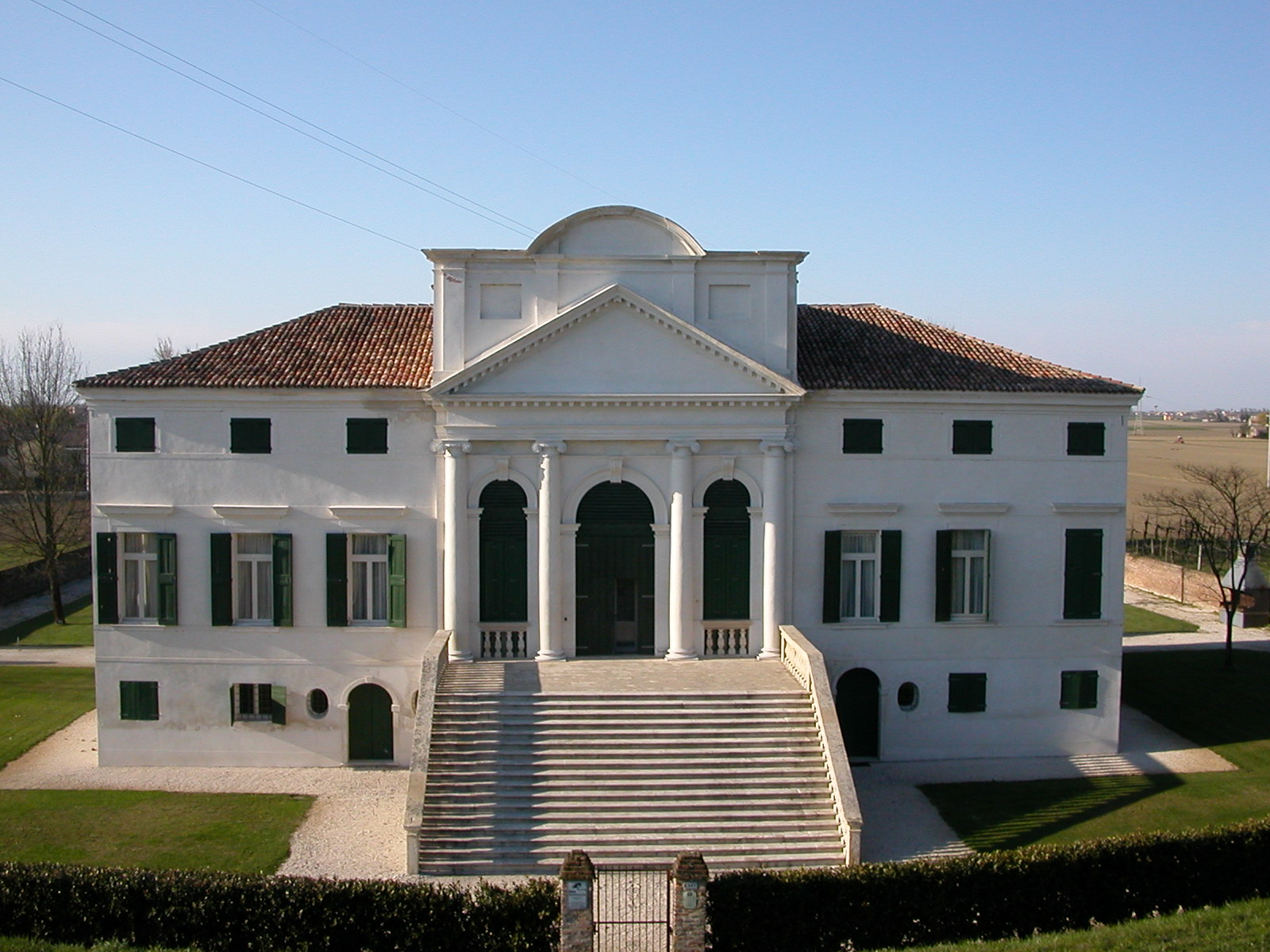
Vista frontale della villa

Villa Morosini presenta una materiale differenza tra il fronte principale e quello posteriore. Sul prospetto principale si trovava l'approdo per le imbarcazioni che navigavano lungo il Po, mentre il retro ricorda l'aspetto di una costruzione rustica. L'accesso al corso d'acqua era definito da una monumentale scalinata d'ingresso. Lo scalone esterno, con una balaustra in pietra, conduce direttamente al piano nobile, dove si apre una trifora ad archi scanditi da lesene ioniche che sorreggono una trabeazione e un timpano incorniciato da modanature e dentelli. Il portale centrale è ampio, mentre i due portali laterali si presentano più stretti e sono chiusi alla base da due balaustre in pietra. I tre portali sono dotati di piedritti, capitelli d'imposta e chiavi di volta in pietra lavorata. I settori laterali della villa non sono particolarmente articolati e, ai lati della fascia centrale, vi sono tre aperture contornate da una cornice trabeata. La scansione delle aperture è simmetrica, con corrispondenza tra il piano nobile e il sottotetto. La villa ha una copertura complessa, con un tetto centrale più elevato rispetto ai due laterali. Il cornicione dell'edificio, sull'imposta anteriore e laterale, è a fasce, a differenza della facciata posteriore che presenta una dentellatura. I prospetti posteriori riflettono la disposizione anteriore, ma sono privi di ordini architettonici; l'unico elemento di qualificazione formale è il cornicione del tetto e le due canne fumarie con una sommità ispirata alla tradizione veneziana. 

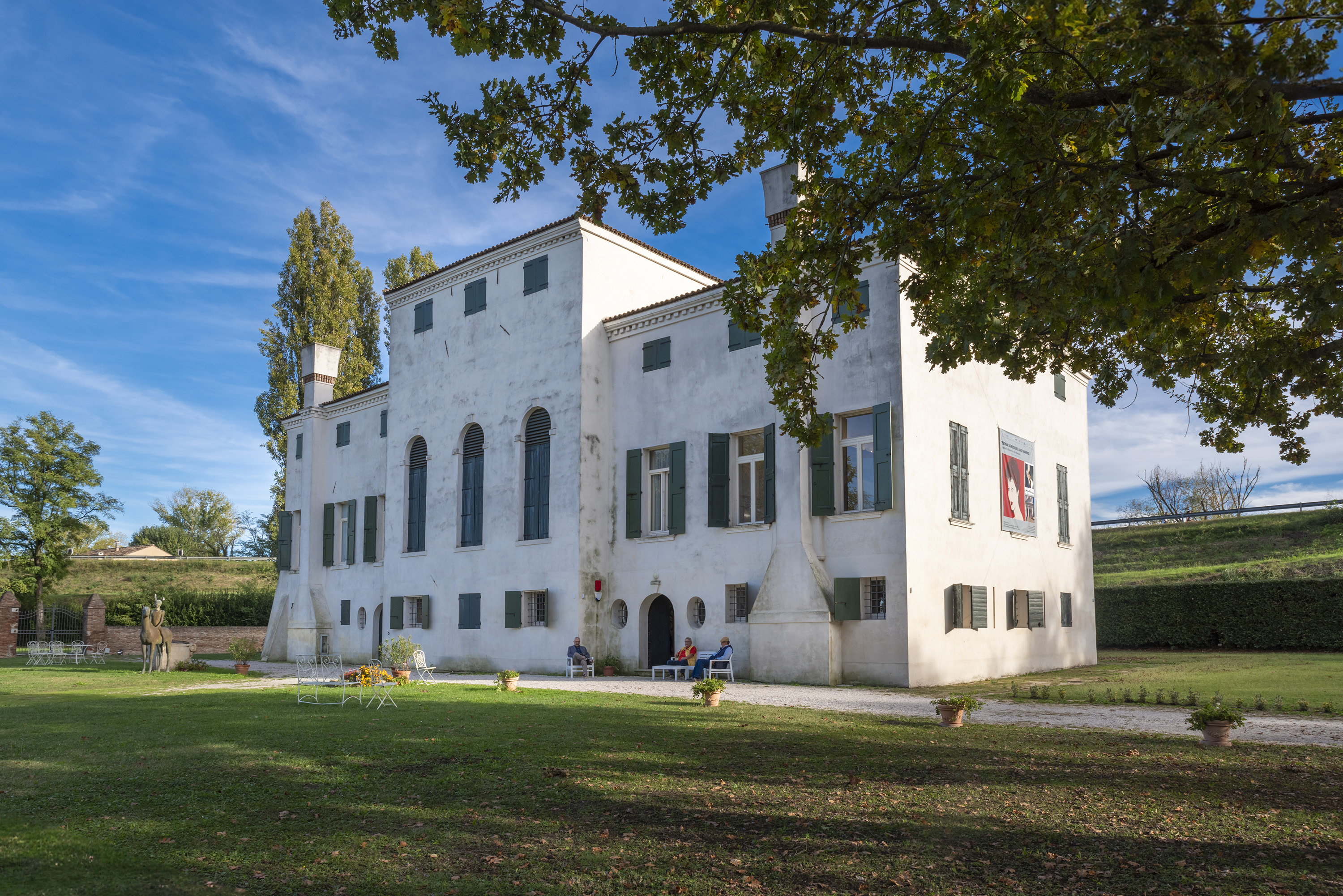
Prospetto posteriore della villa

La villa presenta un corpo centrale collegato a due ali laterali arretrate e leggermente più basse. Tuttavia, questa trasformazione e il raddoppio del nucleo originale avvenne solamente in una data imprecisata del XVI secolo, testimoniato da un disegno risalente gli inizi del XVII secolo, conservato oggi alla Biblioteca Vaticana. Gli esperti ritengono infatti che, inizialmente, l'intero edificio tripartito presentasse la scalinata d'ingresso, ma non le lesene in facciata e soprattutto il dislivello tra il corpo centrale rispetto a quelli laterali. Quest'ipotesi è confermata da tracce rinvenute nel granaio, che mostrano l'antica falda del tetto. Inoltre, nel salone centrale è visibile un'apertura successivamente tamponata, che collegava vari settori del granaio, e la presenza di quattro torrette in cima con stesso livello di falda per il tetto, con l'unico rialzato costituito dal timpano, come documentati dall'iscrizione leggibile in un punto di giunzione tra la struttura vecchia e quella nuova. Il sopralzo, visibile ancora oggi in corrispondenza del timpano, e rilevato anche in una mappa del 1641 sempre della Biblioteca Vaticana, venne aggiunto nel 1802 per creare nuovi ambienti al livello del granaio. Un disegno dell'Archivio di Stato di Ferrara del 1740 conferma la sopraelevazione del timpano e smentisce le attribuzioni di tale intervento edilizio ai lavori realizzati nel 1803 come documentati da un'iscrizione che tratta la sistemazione del tetto dell'edificio. In precedenza, infatti, la parola "riattato" era stata interpretata come "rialzato". Questo suggerisce che la villa assunse l'attuale configurazione alla fine del XVII secolo, mentre i lavori successivi ordinati nel 1803 da Elisabetta Morosini Gatterburg risultavano in realtà opera di "riatto" e quindi opere di straordinaria manutenzione. 

### Torrette laterali

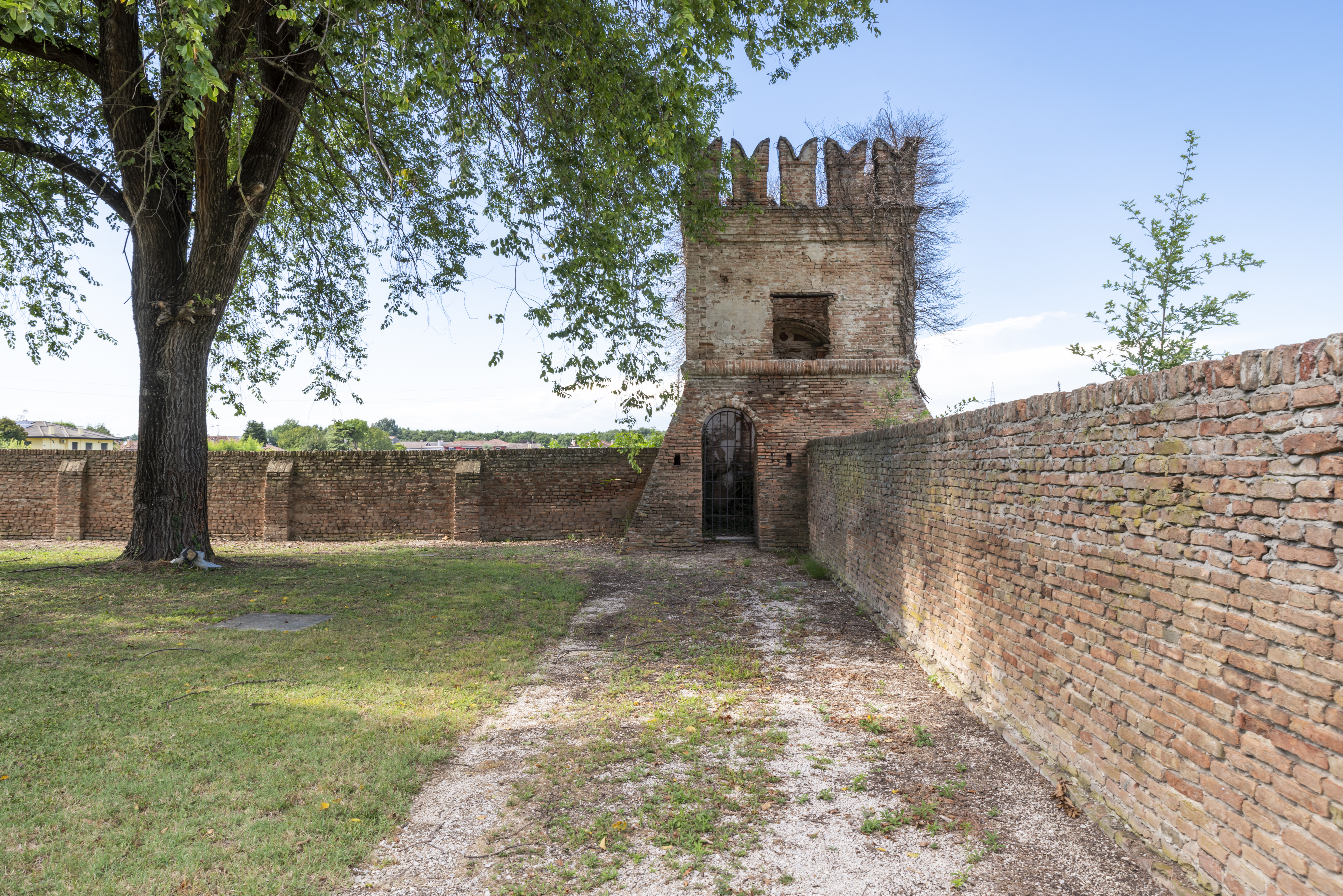
Vista esterna della torretta laterale destra

La villa è cintata da antiche mura con quattro torri massicce agli angoli, due delle quali sul fiume sono state demolite per far posto a un terrapieno nell'ultimo rafforzamento. Le due torri sul retro sono ancora presenti; quella a sinistra è stata adattata a scopi difensivi con feritoie, mentre quella a destra è stata trasformata nel 1690 in una cappella, con altare in stucco, sebbene il suo tetto sia stato danneggiato da un uragano. La famiglia Mantovani conserva ancora intatta la campana datata 17 novembre 1777, con finissimi rilievi ornamentali e quattro figurette della Madonna e della Crocifissione. La presenza di Francesco Morosini nella villa è attestata dalla dedica della cappella, che ricorda una delle più importanti vittorie della flotta veneziana comandata da Morosini contro i Turchi, nell'assedio di Santa Maura nel 1684. La ricostruzione della villa, con l'elevazione del corpo centrale e la trasformazione della torretta in oratorio, è documentata nel catasto del 1775, dove la torre è segnata con una croce. In una corrispondenza del 1706 tra i fratelli Lorenzo e Pietro Morosini, si parla di una proposta di spostare l'oratorio nella torretta anteriore, più vicina al fiume e più comoda per gli abitanti del borgo di San Maura in Golena. Tuttavia, la demolizione delle due torri anteriori alla villa lungo il muro di cinta fu prevista nel progetto di rialzo degli argini del Po del 1879. Questa proposta e gli interventi per proteggere il centro di Polesella dalle alluvioni cambiarono completamente il rapporto tra la villa e il fiume. Gli argini furono rialzati più volte nel tempo, specialmente dopo l'alluvione del Polesine del 1951, e oggi raggiungono un'altezza di quasi 12 metri. Come avvenne per Villa Badoer a Fratta Polesine e Villa Nani Mocenigo di Canda, la vicinanza del fiume portò a un cambiamento scenografico dovuto all'innalzamento degli argini. Oggi, il sito conserva due delle quattro torri originali che si collegano alle basse mura di cinta sui tre lati del perimetro. Sul lato rivolto verso il fiume Po, originariamente vi erano altre due torri utilizzate come attracco fluviale per le imbarcazioni, ora sostituite dall'attuale argine. 

### Interni

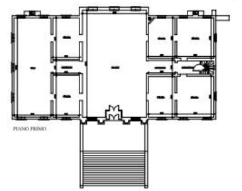
Pianta del primo piano

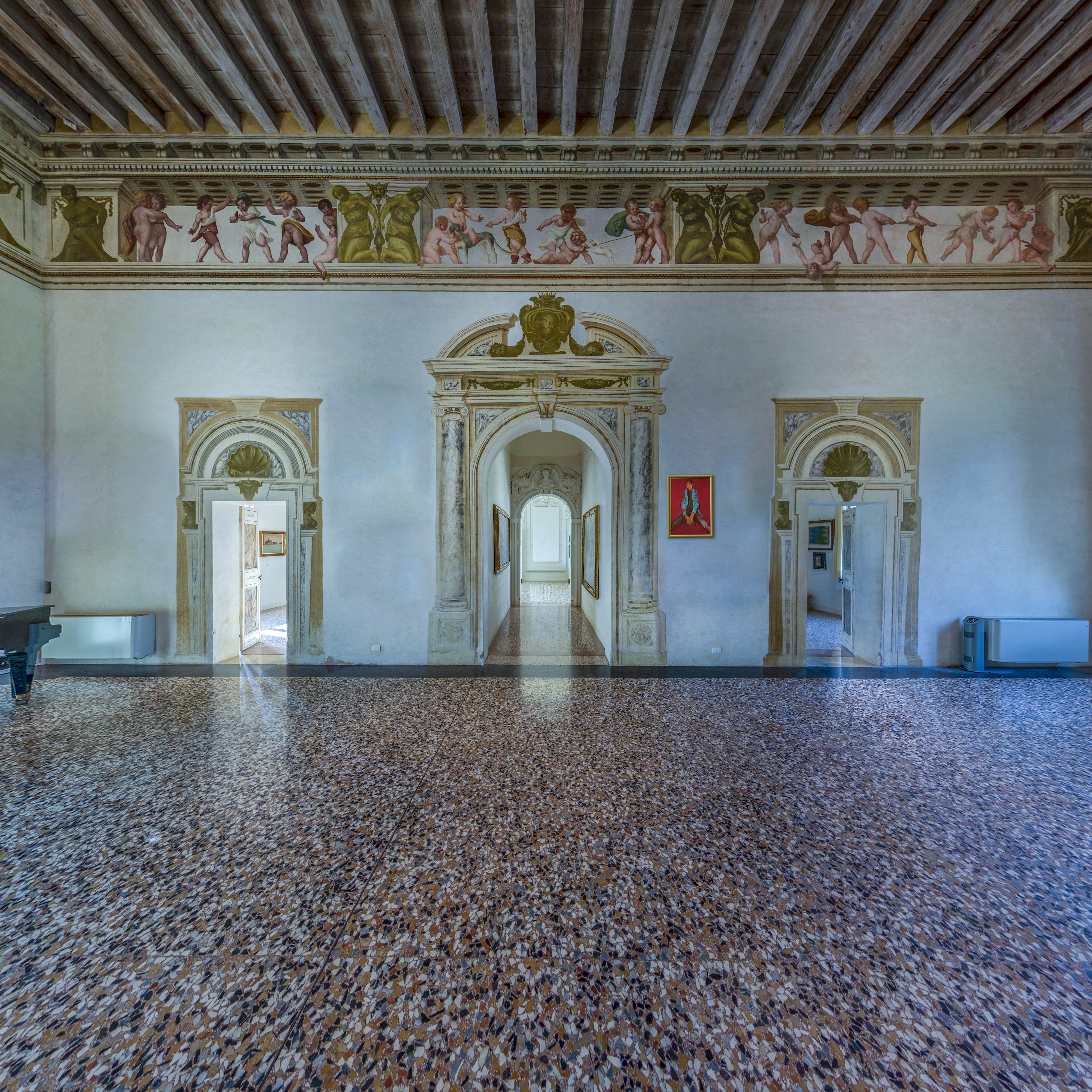
Salone centrale del piano nobile

L'interno della villa ha conservato in parte la sua struttura originale. L'edificio presenta una disposizione planimetrica con un ampio salone centrale e due piccoli vani adiacenti su ciascun lato, secondo una disposizione simmetrica rispetto all'ambiente centrale. Questi vani sono separati da un disimpegno che collega il salone alle sale più esterne e al vano scala occidentale. Al piano nobile si accede tramite la scala monumentale, che conduce direttamente all'ampio salone centrale, decorato con un festone sommatale con giochi di putti all'interno di un loggiato affrescato e chiuso superiormente da robuste travature lignee alla Sansovino, che confermano l'origine cinquecentesca della villa. Due grandi archi senza porte conducono a due corridoi opposti e identici, che disimpegnano le stanze, in parte decorati da stucchi seicenteschi e arricchiti da due camini monumentali con cappe ornate da decorazioni a stucco. Il corridoio di destra porta a una scala a chiocciola in cotto, risalente al tardo Quattrocento e che costituiva l'unico collegamento verticale interno tra i tre livelli, che conduce al piano superiore e alla grande sala sopra il timpano. Intorno alle altre quattro porte simmetriche della sala, due delle quali mantengono la pittura monocromatica originale in grigio con riquadri raffiguranti trofei militari, armature, cimieri, spade, picche, alabarde, trombe e tamburi, si trova una ricca decorazione barocca a fresco, parzialmente coperta dalla calce, suggerendo una possibile decorazione completa delle pareti sottostanti. Interessanti sono anche i battenti delle porte del salone del piano terra e gli stucchi seicenteschi delle sovrapporte. Le sovrapporte e quasi tutte le altre della villa sono ornate con stucchi elaborati, caratterizzati da una conchiglia centrale affiancata da due volute doppie. Simili stucchi, sebbene appesantiti e danneggiati da molte mani di calce, si trovano sopra le finestre. Nel grande salone che occupava l'intera ala sinistra della villa, ora diviso in tre parti senza comprometterli, si trovano gli stucchi più elaborati, caratterizzati da un disegno particolarmente raffinato che adornano camini e cornici per quadri. In un'altra stanza più piccola e adiacente, ci sono fasce di stucchi che decorano anche il soffitto a botte. La sala degli Stucchi, di forma rettangolare, è coperta da una volta a botte supportata da un sistema di listelli in legno retta da centine fissate alla muratura perimetrale. Le pareti e rilievi sono decorati da stucchi in rilievo che riproducono motivi architettonici, ornamentali e figurativi.